# Château de Český Šternberk
Le château de Český Šternberk ou château de Sternberg (en tchèque : Hrad Český Šternberk) est une forteresse gothique de Bohême (aujourd'hui en République tchèque), située à Český Šternberk, à 46 km au sud-est de Prague et surplombant la rivière Sázava. 

## Histoire
La construction a été entreprise par Zdeslav de Sternberg en 1241. Le château appartient à la même famille des comtes de Sternberg depuis cette date, malgré quelques changements au cours de l'histoire.
Le château est pillé à deux reprises, en 1467 quand les troupes du roi de Bohême, Georges de Poděbrady, le conquièrent, et en 1627 lors d'une jacquerie, qui prend et pille le château. 
En 1712, la fin de la lignée entraîne la perte du château jusqu'à son rachat par le comte Zdenko de Sternberg en 1841. Le Coup de Prague et la prise du pouvoir par les communistes entraînent l'expropriation de la famille, qui récupère le château en 1992, en vertu de la loi de restitution.

## Architecture
Si ses épais remparts lui donnent l'air d'une forteresse gothique, le château en lui-même présente de nombreuses caractéristiques ajoutées au fil du temps, en particulier lors des remaniements en style du gothique tardif à la fin du XVe siècle.

## Intérieur
Initialement de style baroque, l'intérieur du château a été remanié en style baroque.
Les collections du château comprennent une collection de gravures sur cuivre de l’époque de la guerre de Trente Ans, une collection de miniatures du XVIIe siècle (dit argenterie hollandaise) et tableaux de maîtres du royaume de Bohême comme Peter Johannes Brandl. 

## Galerie

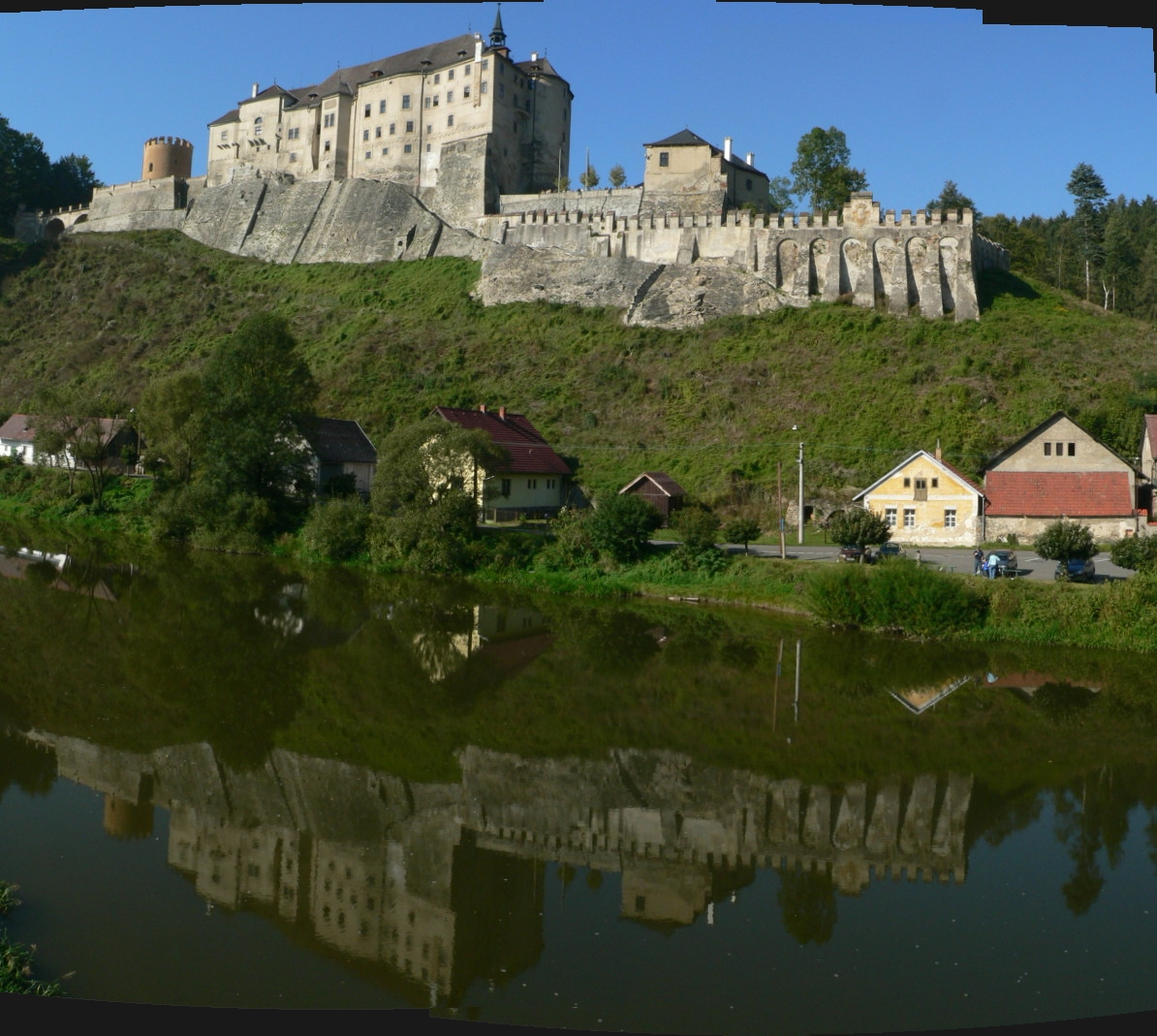
Le château, vu du lit de la Sazava
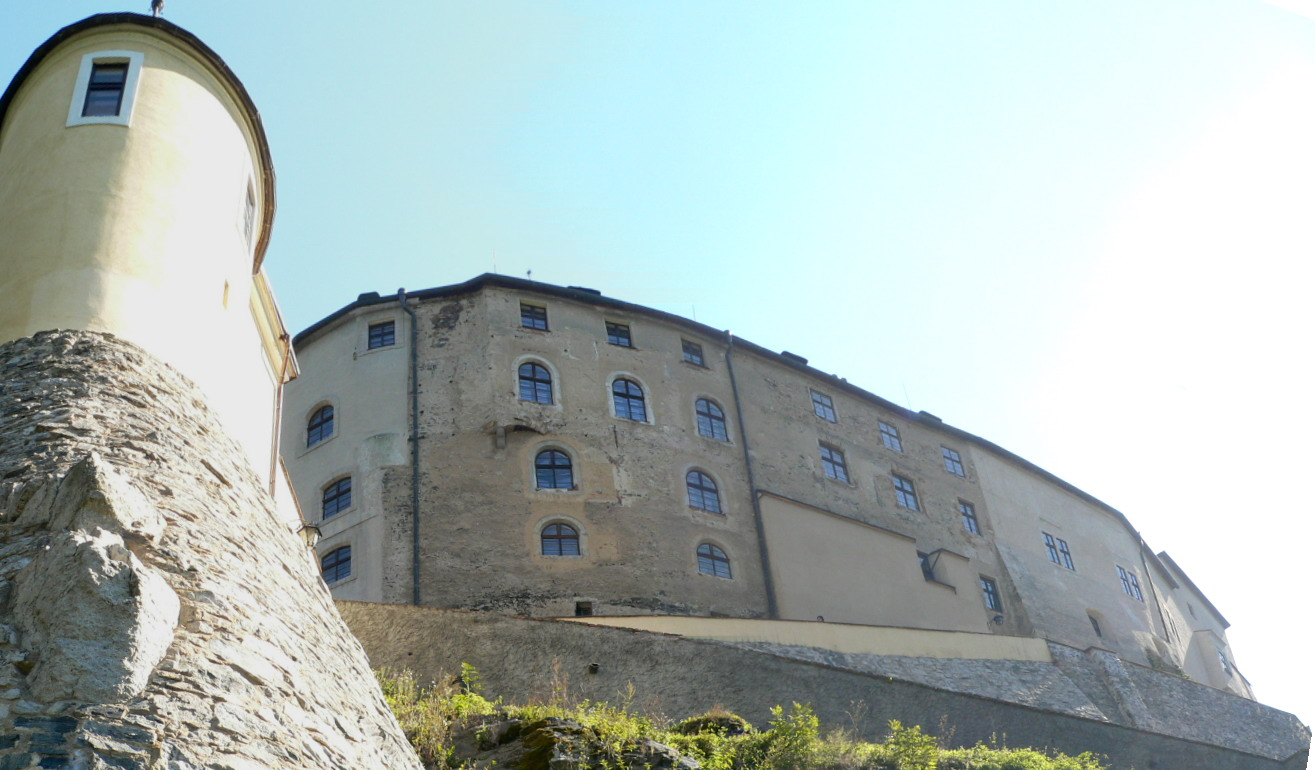
Le château, vu du lit de la Sazava
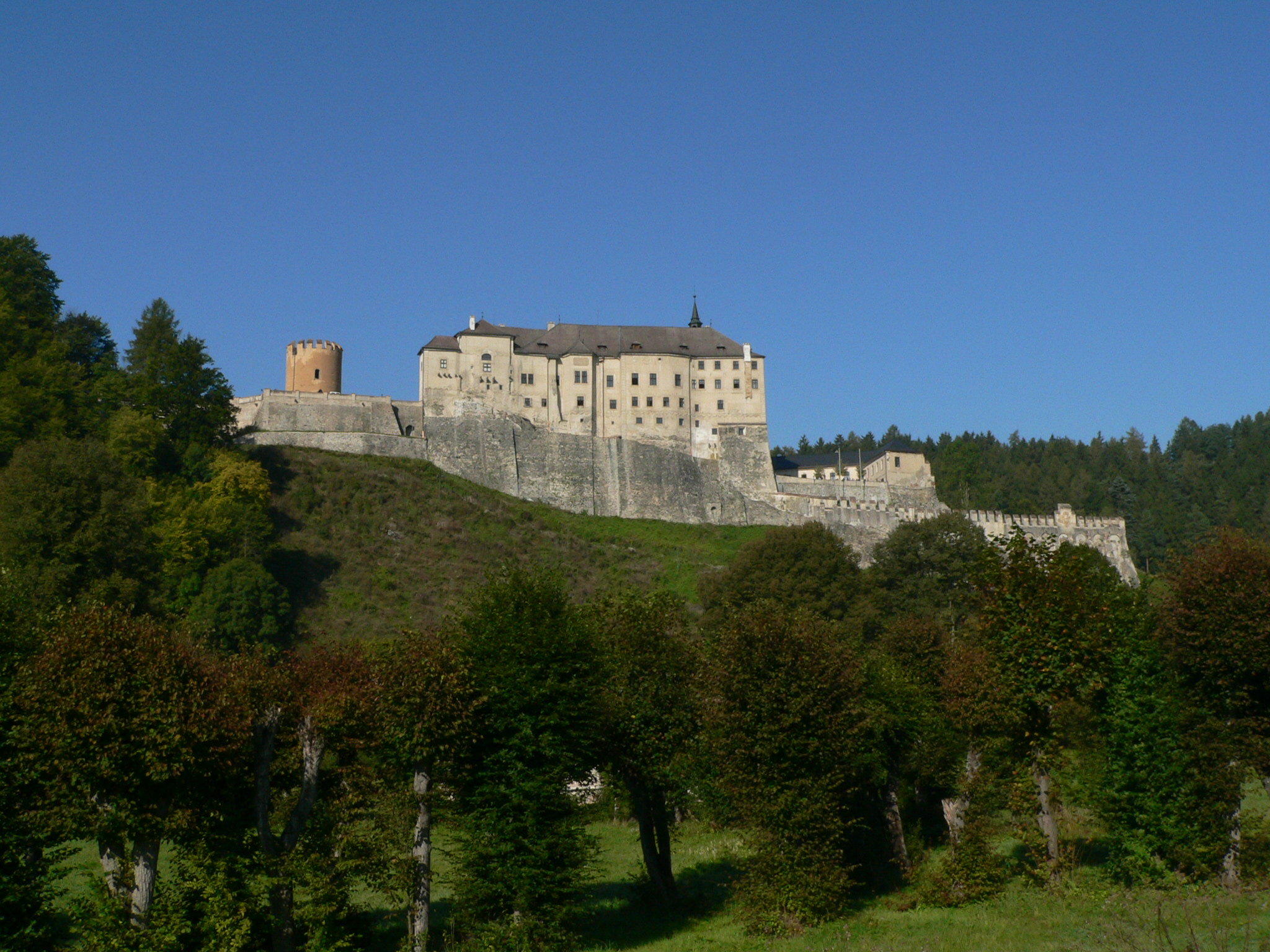
Le château, vu du lit de la Sazava
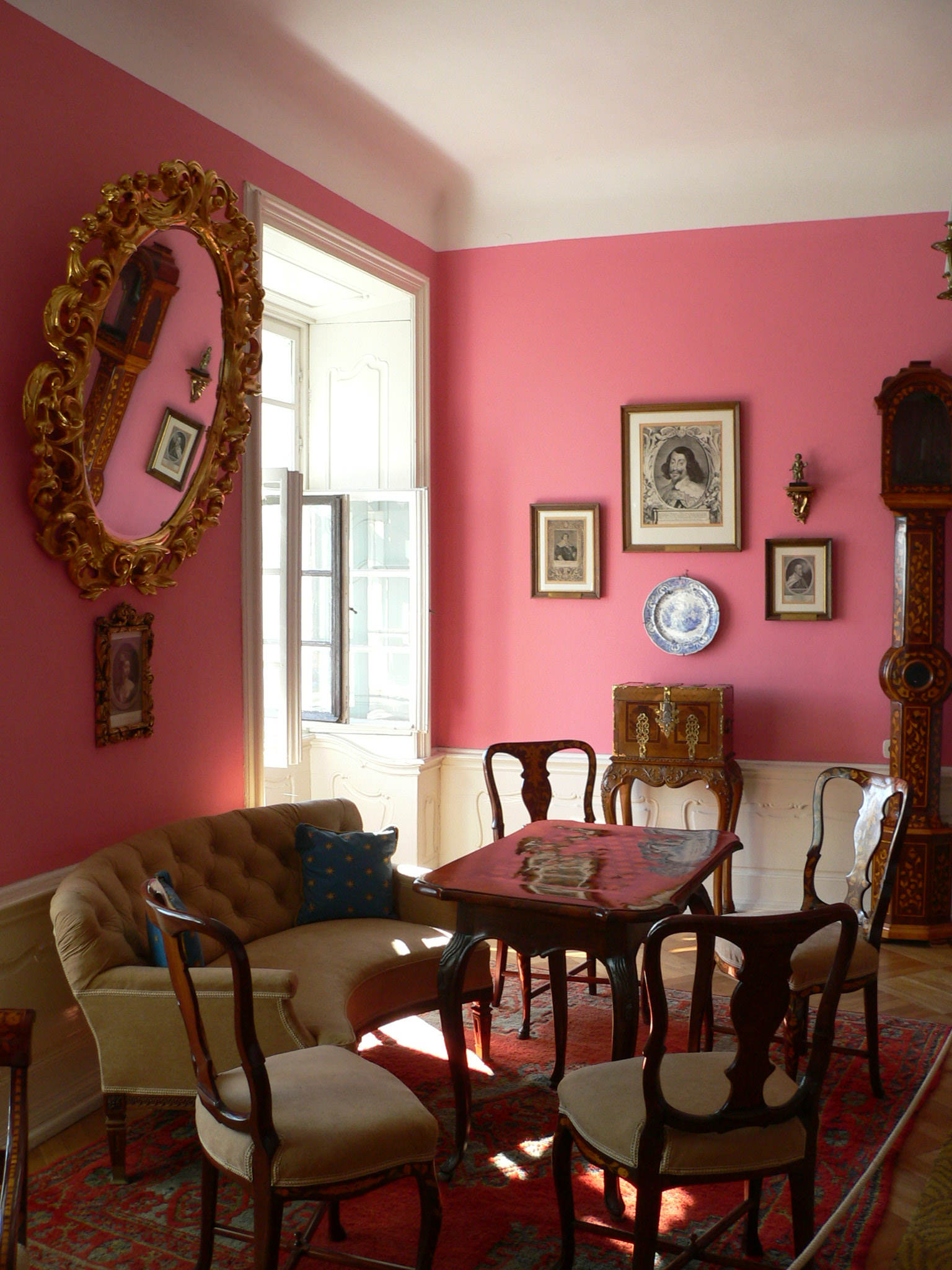
Un boudoir du château
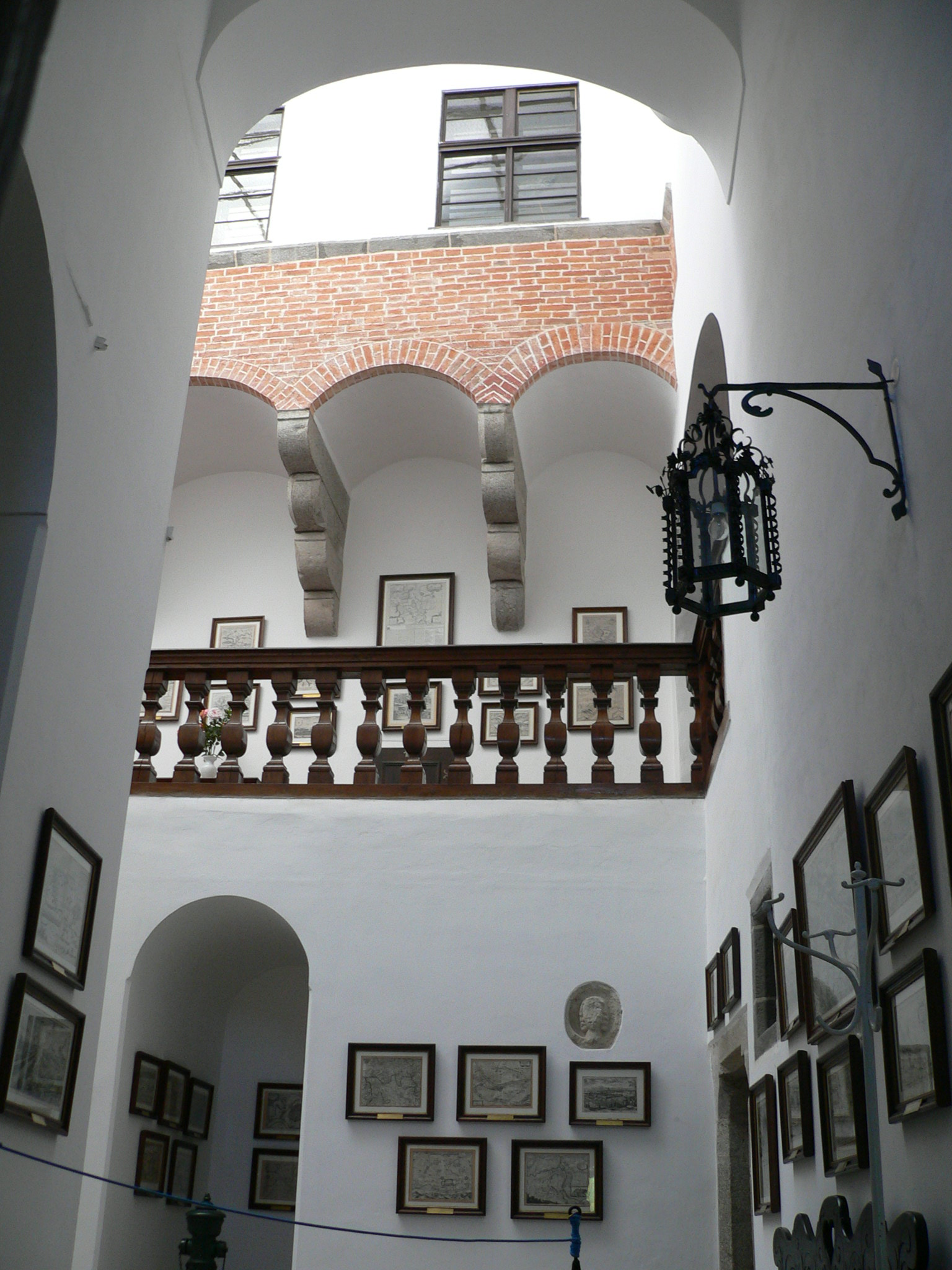
Le hall d'entrée
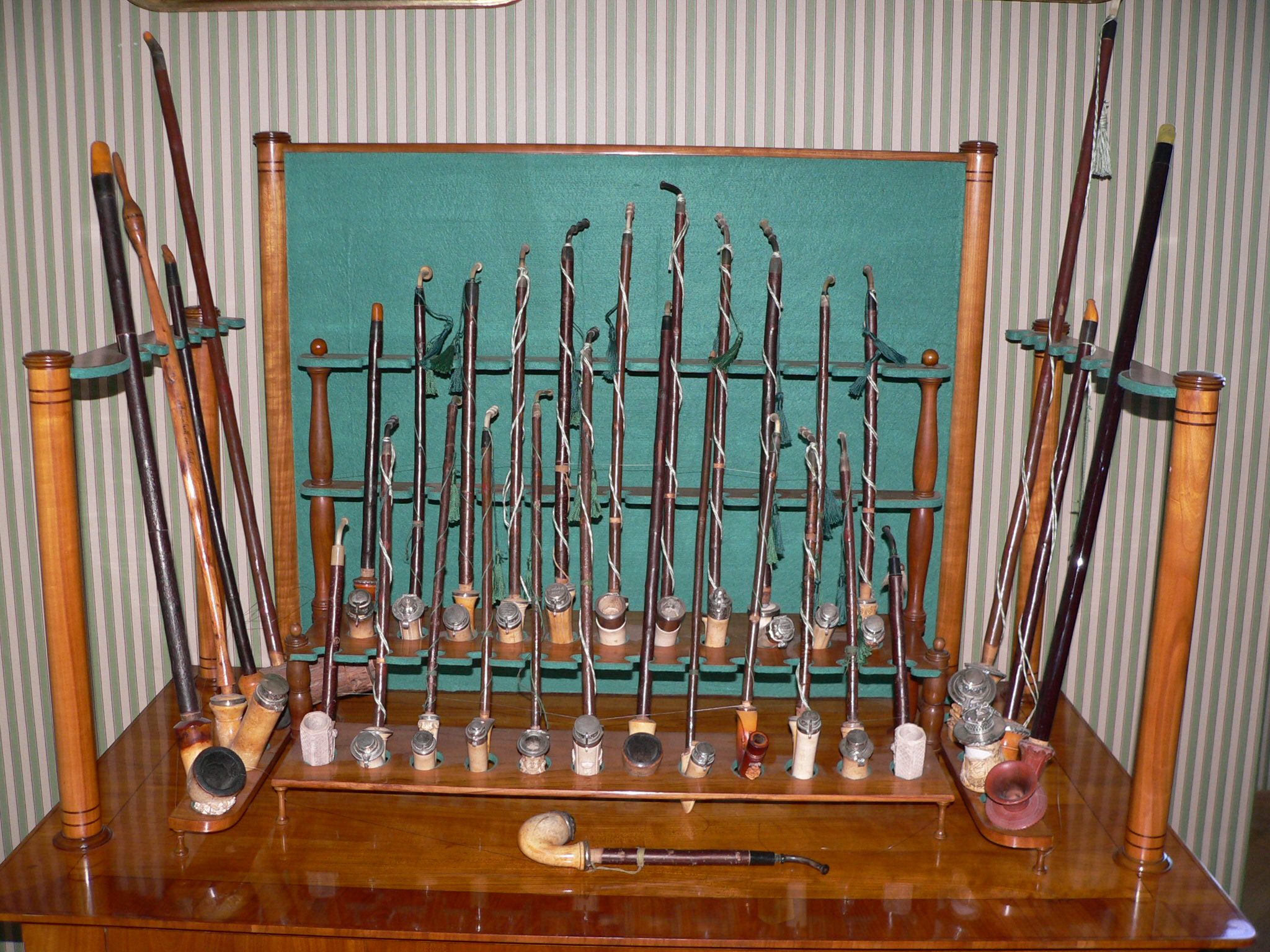
Collection de pipes
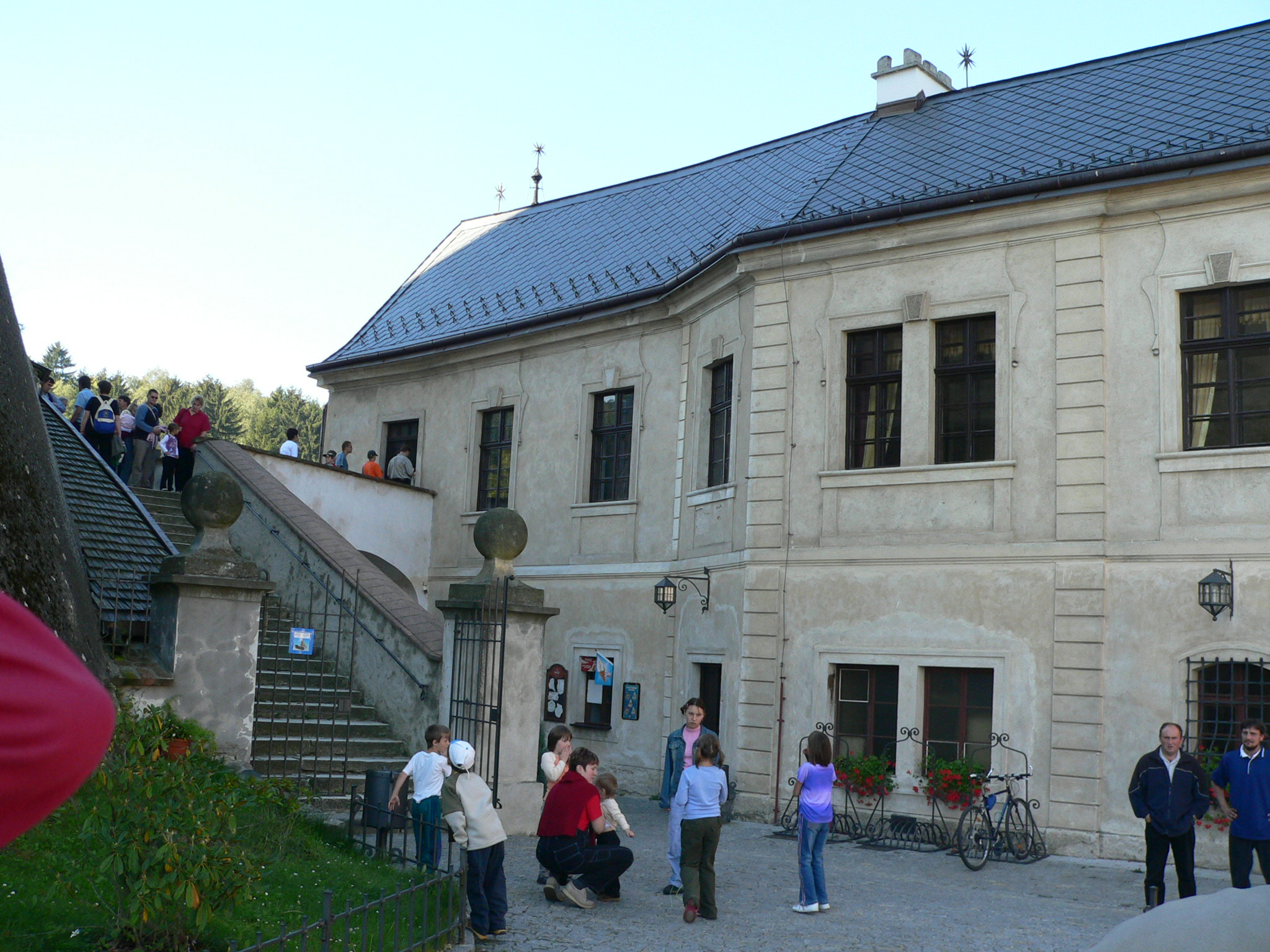
La cour
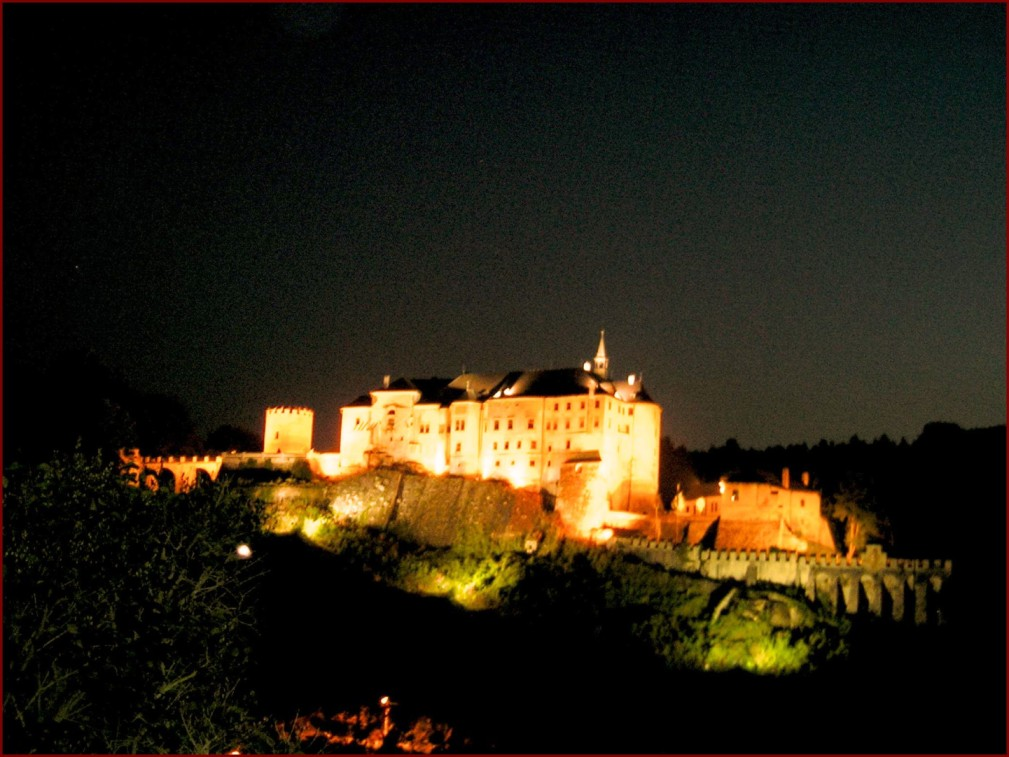
Vue du château de nuit
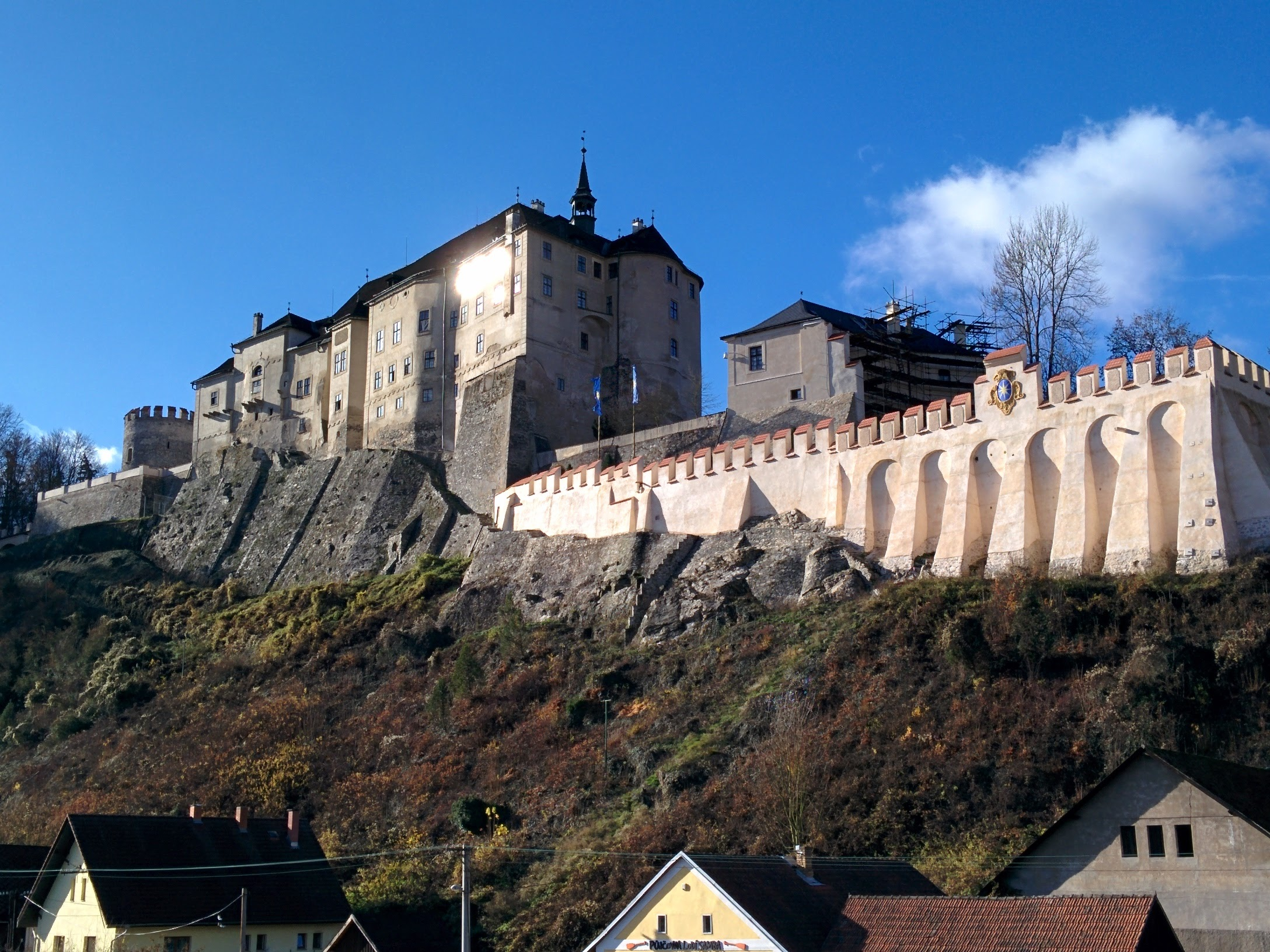
Château de Cescky Sternberk